# Cyrnellus arotron
Cyrnellus arotron är en nattsländeart som beskrevs av Oliver S. Flint Jr. 1971. Cyrnellus arotron ingår i släktet Cyrnellus och familjen fångstnätnattsländor. Inga underarter finns listade i Catalogue of Life.